# Alain Porthault
Pas d'image ? Cliquez ici

a Compétitions nationales et continentales officielles uniquement.

b Matchs officiels uniquement.
Alain Porthault, né le 15 juillet 1929 à Vervins (France) et mort le 25 novembre 2019 dans le 16ème arrondissement de Paris (France), est un joueur international français de rugby à XV et un athlète de sprint de 1,80 m, ayant évolué au poste de trois-quarts aile en sélection nationale et au Racing Club de France.

## Biographie
Alain Porthault dispute son premier test match avec l'équipe de France le 13 janvier 1951 contre l'équipe d'Écosse et le dernier contre l'équipe d'Italie, le 26 avril 1953.
Il meurt le 25 novembre 2019  à 90 ans, dans le 16e arrondissement de Paris.

## Statistiques en équipe nationale de rugby à XV
- 7 sélections en équipe de France.
- 3 essais (9 points).
- Sélections par année : 3 en 1951, 1 en 1952, 3 en 1953.

## Palmarès

### En rugby à XV
- Finaliste du Championnat de France en 1950 avec le Racing CF.

### En athlétisme
- Sélectionné olympique en 1948 et 1952 (sprint):
  - 1948 : 100 mètres (demi-finaliste) et relais 4 × 100 mètres (premier tour)
  - 1952 : 100 mètres (demi-finaliste) et relais 4 × 100 mètres (5e)
- Champion de France du 100 mètres en 1949.